# الإجهاض في كولومبيا

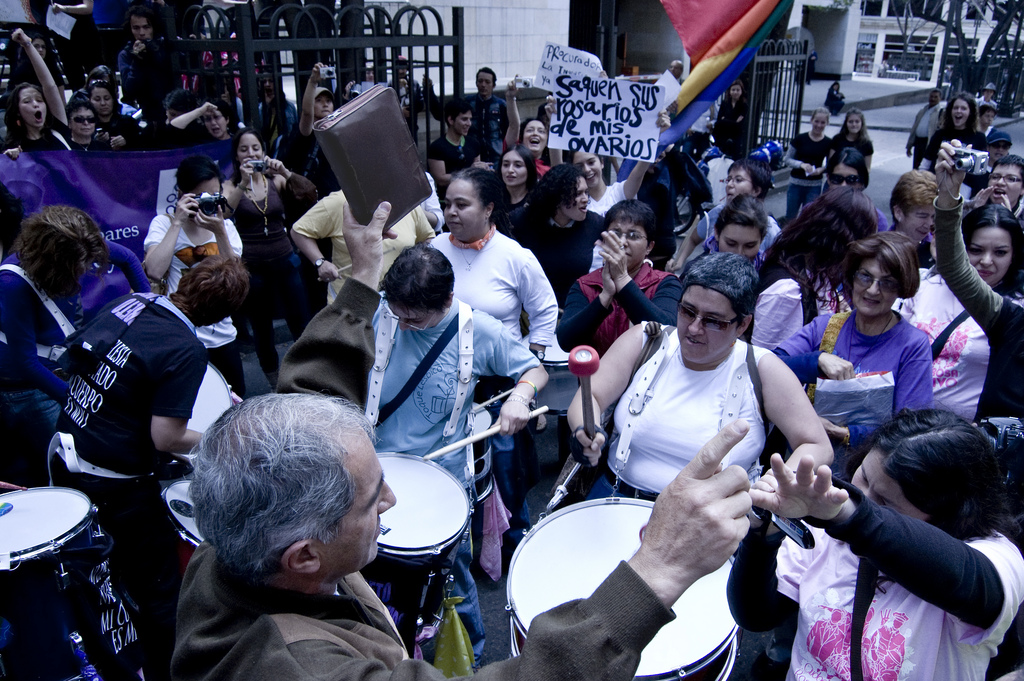

يُعدّ الإجهاض في كولومبيا قانونيًا فقط في الظروف التالية، ومنذ العام 2006:
1. إن شكلت استمرارية الحمل خطرًا على حياة الأم أو صحتها
2. وجود تشوهات جنينية مهددة للحياة
3. في حال كان الحمل نتيجة للاغتصاب أو التلقيح الاصطناعي القسري أو سفاح القربى.[1]

قبل عام 2006، كان الإجهاض في كولومبيا غير قانوني دون أي استثناءات، وهو وضع قانوني مشابه لبعض دول منطقة أمريكا اللاتينية الأخرى بما فيها نيكاراغوا والسلفادور. سُمح بالإجهاض لأسباب علاجية لإنقاذ حياة الأم بين عامي 1837 و 1936.

## تاريخيًا
أجاز التشريع الجنائي في عامي 1837 و1873 الإجهاض العلاجي مع حظر جميع أشكال الإجهاض الأخرى، بغض النظر عما إذا كان الإجهاض مقبولًا أم لا. ويسمح قانون العقوبات لعام 1890 بالإجهاض، وذلك في المادة 640، عندما يكون إنقاذ حياة الأم أمرًا ضروريًا للغاية، إلا أنه ينص على أن القانون لا يوصي بالوسائل التي «تدينها عمومًا» الكنيسة الكاثوليكية، والتي كانت الديانة الرسمية آنذاك. في جميع الحالات الأخرى، واجه طرف ثالث حاول إجهاض جنين دون موافقة المرأة السجن لمدة تتراوح بين ثلاثة وستة أعوام (من خمسة إلى عشرة أعوام في حال نجاح الإجهاض) أو السجن لمدة تتراوح بين عام وثلاثة أعوام إذا كان بموافقة المرأة على ذلك (من أربعة إلى ثمانية أعوام في حال نجاح الإجهاض). تزيد العقوبة بمقدار ستة أشهر إلى عام واحد إذا ثبت أن أحد المهنيين الطبيين، أو القابلة، أو الطبيب، مذنب بارتكاب الجرائم المذكورة أعلاه. نص القانون أيضًا على تخفيف العقوبات الصادرة من 3 إلى 6 أشهر (من 5 إلى 10 أشهر في حال نجاح الإجهاض)، في حالة حصول «النساء الشريفات ذوات السمعة الطيبة» على الإجهاض «لإخفاء زلتهن» (إجهاض الشرف).
كان قانون إصلاح قانون العقوبات المحافظ للغاية في عام 1922 على وشك إلغاء الإجهاض العلاجي ومعاقبة النساء اللاتي يسعين إلى الإجهاض بحجة الشرف، إلا أن إنفاذ القانون لم يتم قط. ترتكز فكرة إجهاض الشرف، وهو مفهوم قانوني موروث من إسبانيا وإيطاليا، على رأي يفيد بفقدان الأم العزباء لشرفها. يميز قانون العقوبات لعام 1936 بين الإجهاض الموافَق عليه (السجن لمدة تتراوح بين عام وأربعة أعوام للمرأة والطبيب) والإجهاض غير الموافَق عليه (السجن لمدة تتراوح بين عام إلى ستة أعوام للطبيب)، مع الإبقاء على أحكام تخفيف العقوبة (خفضت بمقدار يتراوح بين النصف إلى الثلثين). أو العفو الكامل عن الإجهاض لإنقاذ شرف المرء أو شرف الأم أو الشقيقة أو المرأة أو أحفادها أو الفتاة المتبناة.
ألغى قانون العقوبات لعام 1980 إجهاض الشرف، في المواد 343 إلى 345، وأقر عقوبات وظروفًا مخففة أبقى عليها قانون والعقوبات الحالي والمُعتمد في عام 2000.

### العقوبة سي- 133 لعام 1994
طُعن في دستورية المادة 343 من قانون العقوبات لعام 1980 أمام المحكمة الدستورية في عام 1994، والتي حكمت لصالح المادة التي تجرم الإجهاض في العقوبة سي- 133 الصادرة في 17 مارس 1994. أكدت أغلبية آراء المحكمة على دستور عام 1991، والذي يعترف بالحياة كحق أساسي (في المادة 11) ويشير إليها بأنها أحد المبادئ التأسيسية في الديباجة الدستورية والمادة 2، ويقر «بأولوية الحياة وحرمتها»، مستبعدًا أي إمكانية للإجهاض ومانحًا المشرع حق المعاقبة على تلك الأفعال. ومن جهة أخرى، ارتأى أن «حياة غير المولود تجسد أهمية جوهرية، أملًا في وجوده كشخص، ويتطلب ضعفه الظاهر اهتمامًا خاصًا من الدولة». وبالتالي، يُعد تشريع كولومبيا المتعلق بالإجهاض تشريعًا دستوريًا في إطار التزام الدولة بحماية حياة «جميع الاشخاص»، والتي ادعت المحكمة آنذاك أنها كانت تحمي الحياة أثناء تشكيلها وتطورها بالنظر إلى أن هذه المراحل هي شرط لاستمرارية الولادة، وهو أصل وجود الشخصية المعنوية القانوني. إضافة إلى ذلك، قالت المحكمة إنه إذا كان الدستور يمنح الأزواج الحق في تقرير عدد أطفالهم، فإن هذا الحق لا يمكن ممارسته إلا قبل الحمل لأن الحمل يخلق كائنًا مستقلًا في وجوده عن الأم.

### الوضع القانوني قبل عام 2006
نظمت المواد 122 إلى 124 من قانون العقوبات الكولومبي الإجهاض (القانون 599 لعام 2000). تعاقب المادة 122 من قانون العقوبات النساء اللاتي يجهضن بإرادتهن أو يوافقن على تحريض شخص آخر بالسجن لمدة تتراوح بين عام وثلاثة أعوام، زادت هذه العقوبة إلى مدة تتراوح بين 16 و 54 شهرًا بموجب القانون 890 لعام 2004. تعاقب المادة 123 الذين يمارسون الإجهاض دون موافقة المرأة أو على فتاة دون سن الرابعة عشرة إلى فترة سجن تتراوح بين 4 و 10 أعوام، وارتفعت إلى 64 و 180 شهرًا بموجب قانون عام 2004. وأخيرًا، سمحت المادة 124 بظروف مخففة: إذ تنخفض العقوبة المقررة للإجهاض بمقدار ثلاثة أرباع عندما يكون الحمل نتيجة للاغتصاب أو التلقيح الاصطناعي غير الطوعي.

## قضية مارثا سولاي غونزاليس
في عام 2006، وجهت قضية امرأة من مدينة بيريرا الكولومبية، مارثا سولاي غونزاليس، الاهتمام الوطني نحو قضية الإجهاض في الدولة. شُخصت مارثا سولاي، وهي أم لثلاثة أطفال، بسرطان عنق الرحم وهي حامل بطفلها الرابع في 2004 (على الرغم من ربط أنبوب فالوب سابقًا). رُفضت مطالباتها بالعلاج الكيميائي والعلاج الإشعاعي، لأنها تنطوي على إنهاء حملها، وهو أمر غير قانوني. وقال أطبائها إنهم قرروا استمرارها في الحمل لأنه رغم إشارة التقارير الطبية إلى أنه في مثل هذه الحالات يجب تجاهل الحمل وبدء العلاج الإشعاعي، إلا أن الإجهاض العلاجي غير قانوني في كولومبيا وسيُعد ذلك ارتكابًا لجريمة. انتشر السرطان لديها في عام 2006. بيد أن خبراء في القانون الطبي جادلوا بأن الإجهاض في قضيتها ما كان ليعاقب، إذ لا يسعى المرء إلى وفاة الجنين بل بالأحرى إلى إنقاذ حياة الأم.